# Heksejægerens forbandelse
Heksejægerens Forbandelse er en børnebog fra 2005 af den engelske forfatter Joseph Delaney. 
Den udkom på dansk i 2006 på Forlaget Carlsen og andet bind i serien Wardstenen (på engelsk: Wardstone Chronicles).

## Handlingen
Bogen handler om den unge Thomas Ward, der oprindeligt mod sin vilje er kommet i lære hos Heksejægeren. Det får mange konsekvenser, for jobbet er hårdt, og han er oppe imod mørke kræfter. Denne gang skal Thomas hjælpe til med at fange Varen, et frygteligt uhyre, som Heksejægeren for længe siden tabte en kamp til. Så Thomas (også kaldet Tom) og Heksejægeren drager ud på endnu en skæbnesvanger mission i kampen mod Varen.
| Bog | Spire Denne artikel om bøger og tidsskrifter er en spire som bør udbygges. Du er velkommen til at hjælpe Wikipedia ved at udvide den. |